# Euan Smith
Euan Smith (sinh ngày 29 tháng 1 năm 1994) là một cầu thủ bóng đá người Scotland thi đấu cho Brechin City, ở vị trí tiền vệ.

## Thống kê sự nghiệp
Tính đến trận đấu diễn ra ngày 2 tháng 1 năm 2018
| Câu lạc bộ          | Mùa giải            | Giải vô địch        | Giải vô địch | Giải vô địch | Cúp bóng đá Scotland | Cúp bóng đá Scotland | Cúp Liên đoàn | Cúp Liên đoàn | Khác    | Khác      | Tổng cộng | Tổng cộng |
| Câu lạc bộ          | Mùa giải            | Hạng đấu            | Số trận      | Bàn thắng    | Số trận              | Bàn thắng            | Số trận       | Bàn thắng     | Số trận | Bàn thắng | Số trận   | Bàn thắng |
| ------------------- | ------------------- | ------------------- | ------------ | ------------ | -------------------- | -------------------- | ------------- | ------------- | ------- | --------- | --------- | --------- |
| Arbroath (mượn)     | 2012–13             | Second Division     | 14           | 2            | 0                    | 0                    | 0             | 0             | 0       | 0         | 14        | 2         |
| Clyde (mượn)        | 2014–15             | League Two          | 15           | 2            | 2                    | 0                    | 0             | 0             | 0       | 0         | 17        | 2         |
| Brechin City        | 2015–16             | Giải vô địch One    | 23           | 0            | 1                    | 0                    | 1             | 0             | 1       | 0         | 26        | 0         |
| Brechin City        | 2016–17             | Giải vô địch One    | 18           | 0            | 1                    | 0                    | 3             | 0             | 2       | 0         | 24        | 0         |
| Brechin City        | 2017–18             | Championship        | 8            | 0            | 1                    | 0                    | 1             | 0             | 0       | 0         | 10        | 0         |
| Brechin City        | Brechin total       | Brechin total       | 49           | 0            | 3                    | 0                    | 5             | 0             | 3       | 0         | 60        | 0         |
| Tổng cộng sự nghiệp | Tổng cộng sự nghiệp | Tổng cộng sự nghiệp | 78           | 4            | 5                    | 0                    | 5             | 0             | 3       | 0         | 91        | 4         |

1. 1 2  Số lần ra sân tại Scottish Challenge Cup